# Fever (album Little Willie John)
Fever è il primo album di Little Willie John, pubblicato dalla King Records nel 1956 (prima pubblicazione, copertina infermiera con termometro) e nel 1957 (copertina bianca con la scritta Fever colorata).
L'album contiene diversi hit colti dal cantante, a cominciare dalla celeberrima Fever (nel maggio 1955 entrò nel top della classifica di R&B per cinque settimane e fu #24 nelle classifiche Pop) che fu ripresa in seguito da artisti come Elvis Presley, Peggy Lee (uno dei suoi successi più ampi), Brenda Lee.
Need Your Love so Bad fu #5 nelle classifiche di R&B, tra le innumerevoli cover del brano da ricordare quella dei Fleetwood Mac.
All Around the World (#5 nelle chart di R&B e #6 Pop).

## Tracce
Lato A
1. Fever – 2:43 (Eddie Cooley, John Davenport)
2. I'm Stickin' with You Baby – 2:47 (Henry Glover, Rudolph Toombs)
3. Do Something for Me – 2:57 (Billy Ward, Rose Marks)
4. Love, Life and Money – 2:57 (Henry Glover, Julius Dixon)
5. Suffering with the Blues – 2:29 (Lloyd Pemberton)
6. Dinner Date – 2:06 (Danny Taylor)

Durata totale: 15:59
Lato B
1. All Around the World – 2:57 (Titus Turner)
2. Need Your Love so Bad – 2:13 (Mertis John)
3. Young Girl – 2:58 (Henry Glover, Rudolph Toombs)
4. Letter from My Darling – 2:28 (Charles Singleton, Rose Marie McCoy)
5. I've Got to Go Cry – 2:23 (Albert Shubert, Henry Glover, Rudolph Toombs)
6. My Nerves – 2:28 (Henry Glover, Rudolph Tommbs)

Durata totale: 15:27

## Musicisti
Fever
- Little Willie John - voce
- Bill Jennings - chitarra
- Jon Thomas - pianoforte
- Ray Felder - sassofono tenore
- Rufus Gore - sassofono tenore
- Edwyn Conley - contrabbasso
- Edison Gore - batteria

I'm Stickin' with You Baby
- Little Willie John - voce
- Mickey Baker - chitarra
- Reuben Phillips - sassofono baritono
- Robert ''Bubber'' Johnson - pianoforte
- David Van Dyke - sassofono tenore
- Willis Jackson - sassofono tenore
- Milt Hinton - contrabbasso
- Calvin Shields - batteria

Do Something for Me
- Little Willie John - voce
- Mickey Baker - chitarra
- Ernie Hayes - pianoforte
- Big John Greer - sassofono tenore
- Count Hastings - sassofono tenore
- Bill Graham - sassofono alto
- Danny Bank - sassofono baritono
- Carl Pruitt - contrabbasso
- Panama Francis - batteria

Love, Life and Money
- Little Willie John - voce
- Lowell ''Count'' Hastings - sassofono tenore
- Willis Jackson - sassofono tenore
- Leslie Johnakins - sassofono baritono
- Jimmy Shirley - chitarra
- Joe Livramento - flauto
- Robert Bubber Johnson - pianoforte
- Carl Pruitt - contrabbasso
- Calvin Shields - batteria

Suffering with the Blues
- Little Willie John - voce
- Billy Butler - chitarra
- John Faire - chitarra
- Clifford Scott - sassofono tenore
- Bill Doggett - organo
- Edwyn Conley - contrabbasso
- Shep Shepherd - batteria

Dinner Date
- Little Willie John - voce
- Bill Jennings - chitarra
- Chauncey Westbrook - chitarra
- Kenny Burrell - chitarra
- Kelly Owens - pianoforte
- Buddy Lucas - sassofono tenore
- Willis Jackson - sassofono tenore
- Al Lucas - contrabbasso
- Solomon Hall - batteria

All Around the World
- Little Willie John - voce
- Jack Dupree - pianoforte
- Willis Jackson - sassofono tenore
- Mickey Baker - chitarra
- Ivan Rolle - contrabbasso
- Calvin Shields - batteria

Need Your love so Bad
- Little Willie John - voce
- David Van Dyke - sassofono tenore
- Willis Jackson - sassofono tenore
- Reuben Phillips - sassofono baritono
- Mickey Baker - chitarra
- Robert Bubber Johnson - pianoforte
- Milt Hinton - contrabbasso
- Calvin Shields - batteria

Young Girl
- Little Willie John - voce
- Budd Johnson - sassofono tenore
- Hal Singer - sassofono tenore
- Count Hastings - sassofono tenore
- Dave McRae - sassofono baritono
- Bill Jennings - chitarra
- Les Spann - chitarra
- Kelly Owens - pianoforte
- Bill Pemberton - contrabbasso
- Panama Francis - batteria

Letter from My Darling
- Little Willie John - voce
- Ray Felder - sassofono tenore
- Rufus Gore - sassofono tenore
- Jon Thomas - pianoforte
- Bill Jennings - chitarra
- Edwyn Conley - contrabbasso
- Edison Gore - batteria

I've Got to Go Cry
- Little Willie John - voce
- Jimmy Shirley - chitarra
- Lowell Count Hastings - sassofono tenore
- Willis Jackson - sassofono tenore
- Leslie Johnakins - sassofono baritono
- Joe Livramento - flauto
- Robert Bubber Johnson - pianoforte
- Carl Pruitt - contrabbasso
- Calvin Shields - batteria

My Nerves
- Little Willie Jones - voce
- Bill Graham - sassofono alto
- Danny Bank - sassofono baritono
- Big John Greer - sassofono tenore
- Count Hastings - sassofono tenore
- Ernie Hayes - pianoforte
- Mickey Baker - chitarra
- Carl Pruitt - contrabbasso
- Panama Francis - batteria